# 內埔子水庫太陽光電場
內埔子水庫太陽光電場位於臺灣嘉義縣民雄鄉內埔子水庫，為水面浮力式太陽光電場，該場域由水庫主管機關的行政院農業委員會農田水利署嘉南管理處對外招標後，由民營企業所投資興建。內埔子水庫太陽光電場也是嘉義縣首座建立在水庫表面的浮力式太陽光電場。

## 沿革

### 背景
內埔子水庫建於臺灣日治時期1940年5月，於1942年3月竣工啟用，該水庫引水自朴子溪上游的支流牛稠溪，並有「虎頭坎埤」的別稱，屬於純供應農業灌溉用水的單一目標水庫，該水庫因建於第二次世界大戰期間，因此當時極度缺乏資源的日本殖民政府僅以極為簡陋的建材完成內埔子水庫，戰後水庫幾經變革，目前由農業委員會農田水利署嘉南管理處管理營運。

### 太陽光電場
主管內埔子水庫的嘉南農田水利會（現為農業部農田水利署嘉南管理處）為配合政府能源轉型與再生能源增加之政策，盤點轄下各農塘與水庫，評估發展水面浮力式太陽光電之可行性，其中內埔子水庫經嘉南管理處對外招商，由昱鼎能源科技開發公司得標，可承租內埔子水庫部分水域20年設置光電板，並於2018年1月動工。
內埔子水庫總水域面積約19.35公頃，其中撥用1.98公頃作為浮力式太陽光電場，鋪設光電板數量為6,688片，總裝置容量1.972MW，預計年發電量246萬度，可供應677戶一年民生用電使用，而嘉南管理處也將發電收入的5％作為水域租金向承租廠商收取，2018年5月完成光電板鋪設，同月底與電網系統完成併聯商轉發電。

### 爭議
素有民雄八景的內埔子水庫，早在鋪設浮力式太陽能板前，因水域即將遭到遮蔽，就有引發當地居民與環保團體議論，而光電板鋪設完成後，更引來南華大學生物學教授林明炤批評表示：「到底是什麼樣的政策，讓一個原本有著大量水鳥棲息的美麗埤塘（風景區），成了現在這副模樣？」。
自2018年6月起，內埔子水庫供應的灌溉用水呈現黑濁色，使用水源的沿線農民認為是太陽光電板鋪設所產生的水質汙染，對此嘉義縣政府環保局環保設施管理科派員至取水口水質採樣，初步判定是取水口周邊水面雜草過多且發酵，造成水質優養化，並且嘉南管理處也表示，光電板本身採自然雨水清潔，並無使用任何化學藥劑，因此認為水色黑濁應是近期午後山區雷陣雨所造成的水質變化。

## 設施

### 發電機組
| 光電板型號                   | 太陽能發電類型     | 光電板數量（片） | 裝置容量（MW） | 商轉日期    | 狀態   |
| ---------------------------- | ------------------ | ---------------- | -------------- | ----------- | ------ |
| 臺灣昱晶能源科技製太陽光電板 | 水面浮力式太陽光電 | 6,688片          | 1.972MW        | 2018年5月底 | 商轉中 |